# Concerto for Group and Orchestra
Concerto for Group and Orchestra uživo je album koji sadrži koncertnu izvedbu britanskog hard rock sastava Deep Purple i filharmonijskog orkestra 'Royal Philharmonic Orchestra', a 1969. godine objavljuje ga diskografska kuća 'Harvest Records'. Skladatelj je Jon Lord, dok orkestrom dirigira britanski maestro Malcolm Arnold.
Video snimka ovog koncerta, objavljena je na DVD-u 2003. godine. Na njoj se također nalazi snimka australskog sastava 'george' i simfonijskog orkestra iz Sydneya. Originalna američka izdanja su vrlo rijetka, jer izdavač 'Tetragrammaton' otišao je u stečaj dok je album još uvijek bio u objavljivanju. To također dovelo do otkazivanja prateće turneje sastava The Rolling Stones. Album je ponovno objavljen sljedeće godine pod novim američkim izdavačem 'Warner Bros'.

## Izvedba, snimke i izdanja

### Izvedba 1969.
Uživo koncert u 'Royal Albert Hall' (London), izvedba od:
- Deep Purple:
  - Jon Lord - orgulje, klavijature
  - Ritchie Blackmore - gitara
  - Ian Gillan - vokal
  - Roger Glover - bas-gitara
  - Ian Paice - bubnjevi

- The Royal Philharmonic Orchestra, maestro Malcolm Arnold

#### LP izdanje
Pogledati prilog gore.
Ovo izdanje sadrži samo koncertnu izvedbu, sve drugo nijue moglo stati na dvije strane LP-a.

#### CD izdanje
CD izdanje iz 1990. sadrži Deep Purpleove skladbe "Wring That Neck" i "Child in Time", snimljenim tijekom istog koncerta.

#### DVD izdanje
Izdavač 'EMI' 2003. godine, objavio je posebno izdanje DVD-a Concerto for Group and Orchestra, koji sadrži cijeli glazbeni program koji je izveden te noći:
- The Royal Philharmonic Orchestra, maestro Malcolm Arnold
  - Malcolm Arnold's Symphony No. 6 Op. 95:
    1. "1st Movement": Energico - 9:19
    2. "2nd Movement": Lento - 8:52
    3. "3rd Movement": Con Fuoco - 7:02
- Deep Purple:
  - Skladbe:
    1. "Hush" (Joe South) - 4:42
    2. "Wring That Neck" (Ritchie Blackmore, Nick Simper, Jon Lord, Ian Paice) -  13:23
    3. "Child in Time" (Ian Gillan, Blackmore, Roger Glover, Lord, Paice) - 12:06
- Deep Purple zajedno s 'the Royal Philharmonic Orchestra' i maestrom Malcolmom Arnoldom
  - Concerto for Group and Orchestra:
    1. "First Movement": Moderato-Allegro (Lord) - 19:23
    2. "Second Movement": Andante (Lord; tekst od Gillana) - 19:11
    3. "Third Movement": Vivace-Presto (Lord) - 13:09
    4. "Encore - Third Movement": Vivace-Presto (Part) (Lord) - 5:53

## Vanjske poveznice
- Allmusic.com - Deep Purple - Concerto for Group and Orchestra